# Airport (California)
Airport es un lugar designado por el censo ubicado en el condado de Stanislaus en el estado estadounidense de California. En el año 2010 tenía una población de 1,964 habitantes.

## Geografía
Airport se encuentra ubicado en las coordenadas 37°37′59″N 120°58′33″O / 37.63306, -120.97583.